# Saint-Hilaire-de-Riez
Saint-Hilaire-de-Riez è un comune francese di 10 734 abitanti situato nel dipartimento della Vandea nella regione dei Paesi della Loira.

## Società

### Evoluzione demografica
Abitanti censiti

## Sport

### Impianti sportivi
- Merlin Plage, impianto sportivo storico della città, dedicato in origine al ciclismo su pista ma utilizzato anche per il ciclismo su strada. Fu aperto il 22 ottobre 1954. Nelle edizioni 1972 e 1975 del Tour de France, vi furono disputate rispettivamente una cronometro a squadre, vinta dalla Molteni del belga Eddy Merckx, e una individuale, vinta dallo stesso Merckx, che si aggiudicò in entrambi i casi la vittoria finale.